# ریگو، کبک
ریگو (به فرانسوی: Rigaud) شهری در منطقه شهری وودروی-سولانژ ناحیه مونترژی در استان کبک کانادا است. در سرشماری سال ۲۰۱۱ این شهر ۶٬۷۲۴ نفر جمعیت داشته‌است و مساحت آن ۹۷٫۱۵ کیلومتر مربع است.